# Massama (Karakara)
Massama ist ein Dorf in der Landgemeinde Karakara in Niger.

## Geographie
Das von einem traditionellen Ortsvorsteher (chef traditionnel) geleitete Dorf liegt am Rand des Trockentals Dallol Maouri. Es befindet sich rund neun Kilometer südlich des Hauptorts Karakara der gleichnamigen Landgemeinde, die zum Departement Dioundiou in der Region Dosso gehört. Zu den Siedlungen in der näheren Umgebung von Massama zählen Yeldou im Nordosten, Kizamou im Osten, Léguéré im Südosten, Angoual Madé im Südwesten und Zabori im Westen.
Massama ist Teil der Übergangszone zwischen Sahel und Sudan. Die durchschnittliche jährliche Niederschlagsmenge beträgt hier zwischen 500 und 600 mm.

## Geschichte
Zwei Dorfbrunnen wurden 1989 durch ein gesamtstaatliches Programm zur Wasserversorgung im ländlichen Raum errichtet, das vom niederländischen Ministerium für Entwicklungszusammenarbeit finanziert worden war. In Massama gab es im Zeitraum von 2011 bis 2016 vier Dürrejahre.

## Bevölkerung
Bei der Volkszählung 2012 hatte Massama 1175 Einwohner, die in 168 Haushalten lebten. Bei der Volkszählung 2001 betrug die Einwohnerzahl 1158 in 141 Haushalten und bei der Volkszählung 1988 belief sich die Einwohnerzahl auf 966 in 143 Haushalten.

## Wirtschaft und Infrastruktur
Im Dorf wird ein Wochenmarkt abgehalten. Der Markttag ist Donnerstag. Er ist nur von lokaler Bedeutung. Es wird seit dem Jahr 1998 Zuckerrohr angebaut, das auf dem Marché de Katako in der Hauptstadt Niamey verkauft wird. Ebenfalls für den Verkauf bestimmt ist Obst aus Massama. Es gibt eine Schule im Ort.